# Walter Fick
Walter Fick (* 1917 in Bad Buchau; † 1992) war ein deutscher Internist und Schriftsteller.
Er studierte Theologie, Philosophie und Medizin in Tübingen, Freiburg im Breisgau und Prag. Fick, von dem Lyrik, Prosa, Übersetzungen und Essays stammen, war lange Zeit als Internist in Medan tätig. Mit Dr. Jardon (1980) schrieb er auch einen Arztroman. Weitere Werke des bayerischen Autors sind Weihnacht (1983) und das 1977 im Selbstverlag erschienene Lesezeichen. 
Im Juni 2003 wird erstmals im Rahmen der Ersten Augsburger Nacht der Wissenschaft der mit 1000 Euro dotierte Walter-Fick-Preis an Schriftsteller verliehen. Ausgezeichnet werden Autoren von noch unveröffentlichten Erzählungen oder Roman-Kapiteln. Der Preis wird von der Stifterin Reinhild Flick überreicht.